# Політанківська сільська рада
| Політанківська сільська рада — орган місцевого самоврядування у Шаргородському районі Вінницької області з адміністративним центром у с. Політанки. Сільській раді підпорядковані населені пункти: - с. Політанки - c-ще Лісничівка |

## Склад ради
Рада складається з 14 депутатів та голови.

## Керівний склад сільської ради
| ПІБ                     | Основні відомості                                                             | Дата обрання | Дата звільнення |
| ----------------------- | ----------------------------------------------------------------------------- | ------------ | --------------- |
| Єпур Катерина Андріївна | Сільський голова, 1964 року народження, освіта, позапартійна                  | 26.03.2006   | 31.10.2010      |
| Єпур Катерина Андріївна | Сільський голова, 1964 року народження, освіта середня загальна, позапартійна | 31.10.2010   | 29.10.2015      |

Примітка: таблиця складена за даними джерела